# Foum Oudi
Foum Oudi (en àrab فم اودي, Fum Ūdī; en amazic ⴼⵯⵎⵎ ⵓⴷⵉ) és una comuna rural de la província de Béni Mellal, a la regió de Béni Mellal-Khénifra, al Marroc. Segons el cens de 2014 tenia una població total de 12.233 persones.